# Óscar Sinela
Óscar Sinela, né le 8 août 1988 à Séville, est un acteur espagnol connu pour interpréter les rôles de Quino dans Physique ou Chimie et Rúben dans Le Châtiment.

## Filmographie

### Au cinéma
- 2011 : Paranormal Xperience 3D de Sergi Vizcaino : Toni
- 2014 : La pantalla desnuda de Florence Jaugey

### À la télévision
- 2008 : Le Châtiment de Daniel Calparsoro (mini-série) : Rúben
- 2009 : Physique ou Chimie : Diego Domínguez Palma (Joaquín « Quino » Domínguez Palma)
- 2009 : Aida : le petit-ami de Lorena
- 2012 : Violetta : Ezequiel